# WK (motorfiets)
WK is een Duits historisch merk van motorfietsen. De bedrijfsnaam was Motoren & Maschinenfabrik John Wenskus, Berlijn (1920-1922).
Duits merk dat bijzondere motorfietsen maakte, waarbij een 249cc-tweetaktmotor in het voorwiel was gebouwd. Deze voorwielen konden in elke fiets gemonteerd worden. 